# Тюкян
Тюкя̀н е река в Азиатската част на Русия, Източен Сибир, Република Якутия (Саха), ляв приток на Вилюй. Дължината ѝ е 747 km, която ѝ отрежда 82-ро място по дължина сред реките на Русия.
Река Тюкян води началото си от най-източната част на Средносибирското плато, на 363 m н.в., на 40 km северозападно от село Ейик, в западната част на Република Якутия (Саха). Горното течение на реката е разположено на Средносибирското плато и тук долината на реката е тясна и дълбоко врязана в скалната основа, а руслото прави планински меандри. Долното течение преминава по западната част на Централноякутската равнина, като тук долината на Тюкян става широка с обширна заливна тераса, по която реката силно меандрира сред множество блата и малки езера. Влива отляво в река Вилюй, при нейния 468 km, на 90 m н.в., на 30 km северозападно от районния център село Верхневилюйск, Република Якутия (Саха).
Водосборният басейн Тюкян има площ от 16,3 хил. km2, което представлява 3,59% от водосборния басейн на река Вилюй и се простира в западната част на Република Якутия (Саха).
Границите на водосборния басейн на реката са следните:
- на запад – водосборния басейн на река Марха, ляв приток на Вилюй;
- на североизток и изток – водосборния басейн на река Тюнг, ляв приток на Вилюй.

Река Тюкян получава около 30 притока с дължина над 15 km, но само един от тях е с дължина над 100 km: река Чили 349 km, 5290 km2, влива се при 49 km.
Подхранването на реката е смесено, снежно и дъждовно, а ролята на подземното е незначителна. Режимът на оттока се характеризира с високи пролетно-летни води (месец юни), прекъсвано от епизодични големи прииждания в резултат от поройни дъждове. Среден многогодишен отток при устието 30 m3/s, което като обем представлява 0,947 km3/год., максимален 7630 m3/s, минимален 1,86 m3/s. Тюкян замръзва в началото на октомври, а се размразява в средата на май, което прави около 230 дни. Поради това, че климатът в басейна на реката е изключително суров, рязко континентален, в горното течение тя замръзва до дъно.
По течението на река Тюкян няма постоянни населени места.